# Heisteria ovata
Heisteria ovata är en tvåhjärtbladig växtart som beskrevs av George Bentham. Heisteria ovata ingår i släktet Heisteria och familjen Erythropalaceae. Inga underarter finns listade i Catalogue of Life.